# Georges Casanova
Auguste Georges Casanova (ur. 26 lipca 1890 w Algierze, zm. 20 lutego 1932 tamże) – francuski szermierz, brązowy medalista igrzysk olimpijskich.
Na igrzyskach olimpijskich w Antwerpii w 1920 roku razem z Gastonem Amsonem, Alexandre'em Lippmannem, Armandem Massardem, Georgesem Trombertem, Gustave'em Buchardem i Louisem Moreau zdobył brązowy medal w szpadzie drużynowej. Następnie zajął piąte miejsce w turnieju indywidualnym, wygrywając pięć z jedenastu pojedynków w rundzie finałowej. Były to jego jedyne występy olimpijskie.
Nie zdobył medalu mistrzostw świata. 